# PKS Gdańsk
PKS Gdańsk Sp. z o.o. – przedsiębiorstwo zajmujące się usługami związanymi z rozkładowym transportem pasażerskim, transportem w komunikacji miejskiej oraz wynajmem autokarów.
22 marca 2012 roku spółka zmieniła właściciela. Grupa Orbis Transport sprzedała PKS Gdańsk firmom Przewozy Autobusowe Gryf i PB Górski. Od 1 września 2012 roku na wszystkie linie PKS Gdańsk funkcjonują pod marką Gryf. Również we wrześniu tego roku przedsiębiorstwo Górski umorzyło udziały doń należące, w zamian za przejęcie dworca autobusowego w Gdańsku.

## Obsługiwane linie
PKS Gdańsk obsługuje kilkanaście linii regionalnych w okolicach Gdańska oraz kursy dalekobieżne na trasie Gdańsk – Płock (wspólnie z PKS Płock) i Gdańsk – Królewiec (wspólnie z przewoźnikiem z Rosji). Od dnia 01.01.2009 do 31.12.2017 na zlecenie Zarządu Transportu Miejskiego w Gdańsku 17 autobusów należących do spółki przewoziło pasażerów na liniach: 107, 117, 174, 200, 205, 207, 232, 255, 256, 574 i N5. W latach 2018–2019 PKS Gdańsk był podwykonawcą GAiT m.in. na liniach 148, 184, 189, 227, 268 i 283. Autobusy PKS Gdańsk dowożą też pracowników do przedsiębiorstw na terenie Trójmiasta i okolic.

## Tabor

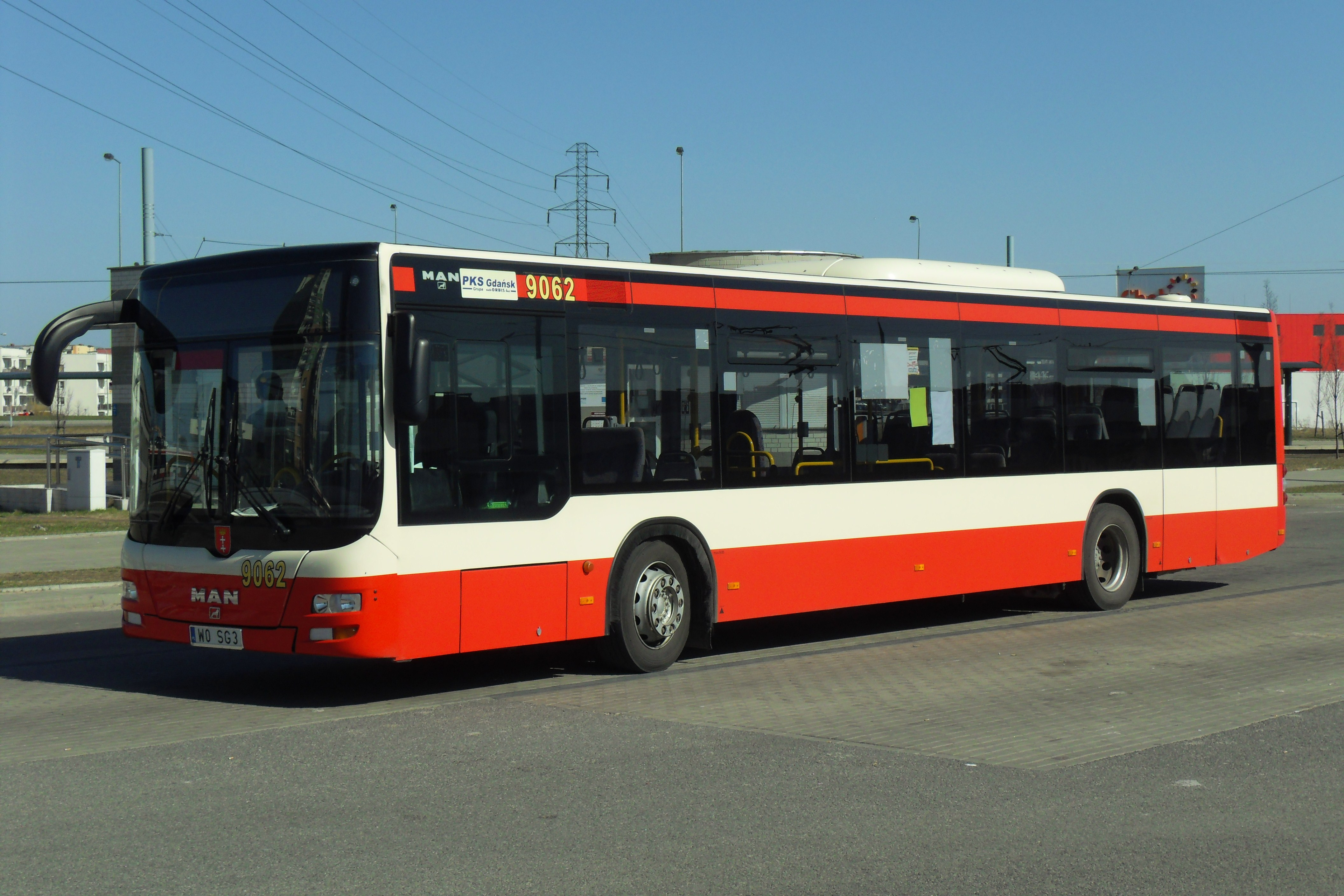
PKS Gdańsk, autobus komunikacji miejskiej

Do PKS Gdańsk należy 61 autobusów. Trzon taboru autobusowego na liniach miejskich stanowią pojazdy marki MAN Lion’s City. Na liniach regionalnych jeżdżą głównie pojazdy marki Mercedes-Benz.
| Typ Autobusu         | Rok produkcji     | Liczba |
| -------------------- | ----------------- | ------ |
| MAN Lion’s City      | 2009              | 4      |
| MAN Lion’s City G    | 2009              | 11     |
| MAN Lion’s City M    | 2009              | 1      |
| MAN Lion’s Coach L   | 2010              | 1      |
| MAN NG 313           | 2007              | 1      |
| MAN NL 263           | 2000-2002         | 3      |
| MAN NL 313           | 2005              | 1      |
| MAN NÜ 313           | 2000              | 1      |
| Mercedes-Benz O303   | 1988              | 1      |
| Mercedes-Benz O405   | 1991              | 1      |
| Mercedes-Benz O405N2 | 1996-2000         | 6      |
| Mercedes-Benz O405NÜ | 1997-1998         | 3      |
| Mercedes-Benz O407   | 1987-1999         | 10     |
| Mercedes-Benz O408   | 1992-1995         | 12     |
| Mercedes-Benz O530   | 1999              | 1      |
| Mercedes-Benz O550   | 1998              | 1      |
| Setra S213UL         | 1994              | 1      |
| Setra S315NF         | 1997-1999         | 2      |
| Setra S315UL         | 1999              | 1      |
| Wszystkie pojazdy    | Wszystkie pojazdy | 62     |